# Marie Maynard Daly
Marie Maynard Daly (16. dubna 1921 Queens – 28. října 2003 New York) byla americká biochemička. Byla první Afroameričankou, která získala titul Ph.D. na Kolumbijské univerzitě a první Afroameričankou ve Spojených státech, která získala titul Ph.D. v chemii.  
Marie významně přispěla ve výzkumu ve čtyřech oblastech: chemie histonů, syntéza proteinů, vztahy mezi cholesterolem a hypertenzí a v příjmu kreatinu svalovými buňkami.

## Mládí a vzdělání
Marie se narodila 16. dubna 1921 v Queensu v New Yorku. Otec Ivan C. Daly emigroval z Britské západní Indie a našel si práci jako poštovní úředník v Queensu. Její matka se jmenovala Helen Page a pocházela z Washingtonu, D.C. Marie v mládí často navštěvovala své prarodiče z matčiny strany ve Washingtonu, kde četla o vědcích a jejich úspěších v rozsáhlé knihovně svého dědečka. Obzvláště na ni zapůsobila kniha Paula de Kruifa The Microbe Hunters (Lovci mikrobů), která ovlivnila její rozhodnutí stát se vědkyní.
Její zájem o vědu byl také ovlivněn otcem, který navštěvoval Cornellovu univerzitu a chtěl se stát chemikem. Kvůli nedostatku finančních prostředků nemohl své vzdělání dokončit. Marie šla v jeho šlépějích a specializovala se na chemii. O několik let později na jeho počest založila stipendijní fond Queens College, aby pomohla menšinovým studentům se specializací na chemii nebo fyziku.
Marie navštěvovala Hunter College High School, laboratorní střední školu pro dívky provozovanou fakultou Hunter College. Pak se zapsala na Queens College ve Flushingu v New Yorku. Absolvovala ji v roce 1942 s bakalářským titulem v oboru chemie. Po promoci byla jmenována Queens College Scholar, což je pocta pro nejlepší absolventy.
Nedostatek pracovních sil a potřeba vědců na podporu válečného úsilí umožnily Marii získat stipendia ke studiu na New York University a Columbia University. V roce 1943 získala magisterský titul v oboru chemie na New York University. Stala se učitelkou chemie na Queens College a zapsala se do doktorského programu na Columbia University. Pod dohledem Mary Letitia Caldwell pracovala na doktorské práci s názvem "Studie produktů vytvořených působením pankreatické amylázy na kukuřičný škrob". V roce 1947 získala titul Ph.D. v chemii na Columbia University.
Marie se později provdala a přijala jméno Marie Maynard Daly Clark. Neměli spolu žádné děti a její manžel zemřel dříve než ona. Zůstala vdovou a zemřela 28. října 2003.

## Kariéra
- Od roku 1947 do roku 1948 pracovala Marie jako instruktor fyzikálních věd na Howardově univerzitě a současně prováděla výzkum pod vedením Hermana Bransona. Získala grant American Cancer Society na podporu svého postdoktorského výzkumu a připojila se ke skupině Alfreda E. Mirskyho v Rockefellerově univerzitě. Začala studoval buněčné jádro a jeho složky. To byl začátek jejího sedmiletého výzkumného programu - stavba proteinů v organismu.
- V roce 1955 začala Marie pracovat na College of Physicians and Surgeons na Columbia University. Ve spolupráci s Quentinem B. Demingem studovala arteriální metabolismus.
- V roce 1960 se spolu s Demingem přestěhovali a pokračovali v této práci a Albert Einstein College of Medicine na Yeshiva University. Marie tam pracovala jako odborná asistentka biochemie a medicíny. Během svých posledních let na Albert Einstein College pomáhala vést program Martin Luther King-Robert F na podporu zvýšení počtu menšin zapsaných do odborných a postgraduálních škol. V roce 1971 byla povýšena na docentku.
- Od roku 1958 do roku 1963 pracovala jako vyšetřovatelka pro American Heart Association.
- V roce 1975 byla Marie jednou z 30 vědkyň z řad menšin, které se zúčastnily konference zkoumající výzvy, kterým čelí ženy z menšin v oborech STEM (Science, technology, engineering, and mathematics). Konferenci pořádala Americká asociace pro rozvoj vědy. To vyústilo v publikaci zprávy The Double Bind: The Price of Being a Minority Woman in Science (1976), která obsahovala doporučení pro nábor a udržení žen ve vědě.
- Marie byla dva roky členem správní rady Newyorské akademie věd.  Byla členkou Americké asociace pro pokrok ve vědě a Americké společnosti pro rakovinu. Byla jmenována jako kariérní vědec Radou pro výzkum zdraví města New York.
- V roce 1986 Marie odešla z Albert Einstein College of Medicine do důchodu.
- V roce 1988 založila na památku svého otce stipendium pro afroamerické chemiky a fyziky na Queens College.
- V roce 1999 byla uznána Národní technickou asociací jako jedna z 50 nejlepších žen ve vědě, strojírenství a technologii v USA.

## Výzkum

### Proteiny a histony

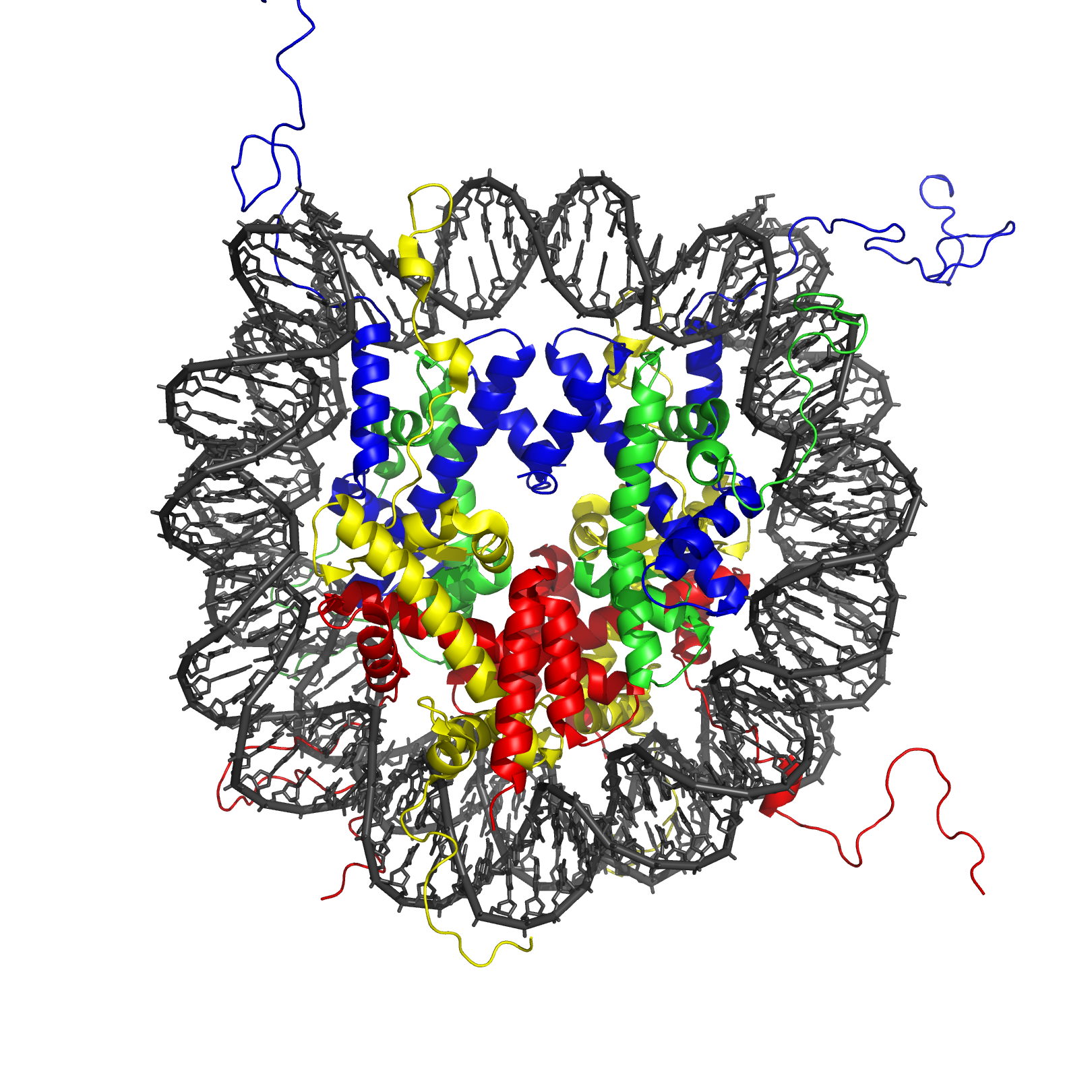
Stavba nukleozomu – uvnitř barevné histony a okolo namotaná šedá DNA

Marie studovala zejména jaderné proteiny, tedy proteiny nacházející se v buněčných jádrech. Vyvinula metody frakcionace jaderného materiálu a stanovení jeho složení. Tento proces byl velmi komplikovaný, neboť bylo nezbytné rozdělit buněčný materiál na všechny jeho složky, aniž by se některá z nich zničila nebo ztratila.
Věnovala se především histonům (proteinům nacházejícím se v buněčných jádrech) a určila aminokyselinové složení různých histonových frakcí. Její studie histonů prováděné s Alfredem E. Mirskym poskytly důkazy o histonech bohatých na lysin, na rozdíl od histonů bohatých na arginin popsaných Albrechtem Kosselem.
Mariina práce na histonech je nyní považována za zásadní. Histony se od té doby ukázaly jako důležité pro genovou expresi. Jsou to ve vodě rozpustné proteiny, které se vyznačují vysokým obsahem kladně nabitých aminokyselin (zejména lysinu a argininu). Podílejí na výstavbě nukleozomu, který je základem chromatinu v chromozomech.

### Proteiny a nukleové kyseliny

Struktura řetězců RNA a DNA, která byla objevena v roce 1953. Přispěl k tomu i výzkum Marie Maynard Daly

Marie zkoumala syntézu proteinů a roli cytoplazmatického ribonukleoproteinu v této syntéze. Pomocí radioaktivně značeného aminokyselinového glycinu byla schopna změřit, jak se metabolismus bílkovin mění v podmínkách krmení a půstu u myší. To jí umožnilo sledovat aktivitu cytoplazmy po přijetí radioaktivně značeného glycinu do buněčného jádra.
Marie také zkoumala nukleové kyseliny a vyvinula metody pro separaci buněčných jader z tkání a měření základního složení bází purinů a pyrimidinů v nukleových kyselinách desoxypentózy. Dospěla mimo jiné k závěru, že "žádné jiné báze než adenin, guanin, thymin a cytosin nebyly přítomny ve značném množství".
V roce 1953 James Dewey Watson a Francis Crick popsali strukturu DNA. Při přijímání Nobelovy ceny za tuto práci v roce 1962 Watson citoval jeden z Mariiných článků na téma "Role ribonukleoproteinu v syntéze proteinů" jako příspěvek k jeho práci.

### Cholesterol a hypertenze

Cholesterol - pomáhá tělu zpracovávat tuky, tvořit buněčné membrány, hormony a vitamíny D. Příliš vysoká koncentrace v krvi způsobuje onemocnění srdce.

Marie a její kolegové jako jedni z prvních zkoumali vliv stravy na zdraví srdce a oběhové soustavy. Zabývali se vlivem cholesterolu, cukru a dalších živin. Studovali účinky stravy na hypertenzi a zjistili, že jak cholesterol, tak cukr souvisejí se vznikem hypertenze. Jako první tak zjistila, že hypertenze je prekurzorem aterosklerózy. Marie dokázala, že vysoký příjem cholesterolu ve stravě vedl k ucpání tepen a že hypertenze tento účinek urychlila. Byl to důležitý objev pro pochopení vzniku infarktu.
Při zkoumání stárnutí zjistila, že hypertrofie hladkého svalstva způsobená stárnutím může být mimo jiné způsobena hypertenzí a aterosklerózou. Věnovala se i účinkům cigaretového kouře na plíce a na hypertenzi.

### Kreatin a buňky
V roce 1970 začala Marie studovat příjem kreatinu svalovými buňkami. V roce 1980 popsala vychytávání kreatinu kultivovanými buňkami a podmínky, za kterých svalové tkáně kreatin nejlépe absorbují.
V současné době je již úlohou kreatinu v tělech obratlovců známá. Je velmi důležitý pro zásobování svalových a nervových buněk energií, tedy v systémech recyklace energie svalů.

## Odkaz
- V roce 2016 zakládající ředitel nové základní školy R. Emmanuel-Cooke oznámil, že škola bude pojmenována "The Dr. Marie M. Daly Academy of Excellence" na počest slavné obyvatelky Queensu.
- Einstein College zavedla každoroční pamětní přednášky nazvané The Marie M. Daly Memorial Celebration. Tyto přednášky zdůrazňující přínos menšin pro vědu. Akce je sponzorována divizí biomedicínských věd a Einstein Minority Scientist Association.